# ジョゼ・エリアス・モエディム・ジュニオール
ゼ・エリアス（Zé Elias）ことジョゼ・エリアス・モエディム・ジュニオール（José Elias Moedim Júnior、1976年9月25日 - ）は、ブラジル・サンパウロ出身の元同国代表の元サッカー選手。

## 経歴
サンパウロで生まれると地元のコリンチャンスに入団。1993-94シーズンに17歳の誕生日を迎える前に出場し、当時の最年少選手としてデビューをすると、すぐさまPSVアイントホーフェンから強い関心が寄せられた。
クラブでレギュラーの座を掴むと、1995年19歳の時にブラジル代表で初キャップを刻んだ。また、同年のコパ・ド・ブラジルとカンピオナート・パウリスタのタイトルを獲得と最高のシーズンを送った。その後は、バイエル・レバークーゼン、インテルナツィオナーレ・ミラノ、ボローニャFC、オリンピアコスFC（ギリシャ・スーパーリーグで3連覇を経験）、そしてジェノアCFCに所属。
ブラジルに戻りサントスFCでプレーした後は、FCメタルルフ・ドネツィク、グアラニFC、オモニア・ニコシア、そしてロンドリーナECと短期間在籍した。2008年3月に引退するとインテルでスカウトの職に就いていたが、6月にSCラインドルフ・アルタッハと契約を結んだ。2008-09シーズン終了後に再び引退し、引退後はヘジ・グローボなどをもつグローボ社のラジオでコメンテーターとして活動している。

### プライベート
弟のルビーニョもサッカー選手で、キャリアのほとんどをイタリアで過ごし、GKとしてプレーしている。
2011年7月21日、扶養手当や慰謝料の不払いで逮捕され、約1ヶ月後に出所した。

## 代表
エリアスはブラジル代表として22試合に出場した。1995年3月29日、1-1で引き分けたホンジュラスとの親善試合でデビューをした。翌1996年はアトランタオリンピックで銅メダルを獲得、1996 CONCACAFゴールドカップではメキシコとの決勝戦に0-2で敗れたため準優勝だった。